# Little King's Story
Little King's Story (王様物語, Ōsama Monogatari) é um jogo eletrônico de simulação e RPG co-desenvolvido pela Town Factory e Cing exclusivamente para o Wii. O jogo foi públicado pela Marvelous Entertainment (MMV), MMV USA, Xseed Games e Rising Star Games (Europa e Austrália). O jogo foi lançado no dia 24 de abril de 2009 na Europa e Austrália e em 21 de julho de 2009 na América do Norte.
O jogador controla um garoto tímido  que encontrou uma coroa a qual lhe concede o poder de encantar as pessoas parar que elas sigam suas ordens. Como o rei do vilarejo, seu objetivo é expandir a vila e fazer seus servos felizes. O design do jogo combina diversos elementos de simulação e aventura. O jogo foi primeiramente descrito por seus desenvolvedores como "um simulador single-player se passando na Europa".

## Enredo
Em uma casa de campo, um menino brincando com seu teatro de fantoches escuta um barulho o qual chama sua atenção. O ruído vem de uma gangue mal-intencionada de ratos que tinha entrado em seu quarto. Vendo que foram descobertos, os ratos correm atrás do garoto que foge até dentro da floresta. O menino percebe que está longe de casa, perdeu-se no coração de uma floresta escura. Procurando o seu caminho de volta para casa, a criança encontra uma clareira, que em seu centro, havia uma coroa. O menino levanta a coroa na cabeça, uma vez coroado, homens e animais parecem se curvar diante dele, agora ele é rei.
Recém-coroado como Rei Corobo, o menino segue para seu novo reino. Ao contrário da maioria dos reis que vivem em castelos luxuosos, o castelo do garoto é uma casa empoeirada, enquanto que seu trono é uma cadeira de madeira estragada. Howser, o Cavaleiro de Touro, é apresentado como o conselheiro que revela a condição deplorável que se encontrava o reinado. O tesouro real é inexistente, existem apenas 12 empregados, todos desmotivados para trabalhar. A primeira tarefa para o Rei Corobo é encher os cofres do Reino, partindo para uma caçada ao tesouro. Dois ministros estão a ajudar o rei em sua tarefa, Verde e Liam. Em seu caminho por conquistas, o Rei pode fazer o uso de ordens aos seus súditos, enviando-os para descobrir tesouros que depois serão avaliados por ele ao voltar ao seu trono. Uma vez que certa quantia é levantada, Howser mostra um plano para a reconstrução da cidade: construir uma fazenda. Isso permite que o jogador treine os agricultores e os trabalhadores preguiçosos, armados com espadas e treinados, podem cavar buracos mais rápido para descobrir mais tesouros e encontrar uma fonte de água quente. A fazenda é o primeiro edifício proposto por Howser, muitos outros seguem diversificando os temas empresariais do reinado.

## Personagens
- King Corobo: O personagem principal. Corobo é um garoto tímido e solitário. Após a descoberta de uma coroa no meio de uma clareira, torna-se rei de um reinado que já viveu dias melhores, seu dever é fazê-lo novamente um reino próspero, mesmo que tenha que conquistar reinos vizinhos.
- Howser: "Cavaleiro de touro", Hower passou os últimos 35 anos acompanhado por seu fiel corcel Pancho procurando um rei. Após sua reunião com Corobo ele está convencido de que sua busca finalmente acabou. Fonte de bons conselhos, porém, Howser tem dificuldade em esconder sua ambição e o desejo de conquistar, unificar e "pacificar" o mundo.
- Liam: O Ministro de "Alguma Coisa" (Anything Mynister). Sua função principal é tutoriar o rei nos diversos aspectos do gameplay do jogo, como dizer para que serve tal edificação e a função de cada classe de personagem. Também com ele é possível equipar seu grupo com itens encontrados durante o jogo.
- Verde: A Ministra dos Registros (Records Mynister). Verde assume a função de salvar seu progresso. Além disto ela te diz quantos habitantes tem o reino e quais suas classes e como vai a popularidade do rei.

### Princesas
- Princesa Apricot: Apricot foi mantida em cativeiro pelo rei Onii por cem anos. Muito grata ao pequeno rei por a ter salvo, ela espera que ele a faça de rainha. Simples e generosa, ela nunca sai sem seu pirulito gigante. De natureza muito romântica, ela irá pedir-lhe para olhar para ela em todos os locais do reino.

- Princesa Bouquet: Intelectual ao contrário de seu pai, o rei Duvroc, ela adora livros e matemática. Também interessada em biologia, ela irá pedir para listar todas as espécies de monstros que vivem no reino.
- Princesa Spoumoni Uma jovem princesa, era casada com o rei Shiskebaboo. Depois ele que ele foi derrotado por Corobo ela decide se divorciar para viver no castelo. Ela ama comer, pede que você procure todos os alimentos diferentes do reino.

- Princesa Kokomo: Irmã do rei TV Dinnah, ela sonha em se tornar uma cantora. Passa suas noites no pátio para a prática de música.
- Princesa Shizuka: Misteriosa, ela afirma ser capaz de falar com extraterrestres. Eles são, aparentemente, responsável pelo desaparecimento de animais.
- Princesa Ferne: Esta é, provavelmente, a princesa mais velha. Ela gosta de pedras preciosas e envia Corobo para buscar pedras raras no reino.
- Princesa Martel: A princesa mais jovem, possui um carro. Ela mantém um livro de recordes.

### Reis
- Rei de Onii: Muito orgulhoso de sua força, O Rei de Onii governa o Vale Negro. O Rei de Onii é a versão gigante dos Onii, demônios negros com a boca larga que possuem um único chifre acima de sua cabeça.
- Rei Duvroc: Reina sobre o reino dos Bouverie Hills. Passa o tempo dançando e tomando grandes quantidades de álcool.
- Rei Shiskebaboo: Extremamente ganâncioso, o rei gosta de devorar os bolos e outros produtos da pastelaria.
- Rei TV Dinnah: Possui transmissões de televisão em todo o mundo. Sua cabeça é uma televisão de tela gigante.
- Omelet: Gasta seu tempo em um ovo gigante para fazer perguntas existenciais.
- Rei Jumbo Champloon: Tem um visual que aparenta ser formado por papelão, lápis e peças de brinquedos.
- Rei dos Ratos: Um rato gigante com seus três cúmplices. Cruel, ele não vai hesitar em devorar suas tropas.

## Sistema de jogabilidade
Little King's Story é um mix de aventura e simulação em um mundo de fantasia e ação. Seu sistema de jogo possui abordagens similares a jogos como Pikmin, Harvest Moon, Final Fantasy Crystal Chronicles: My Life as a King e Animal Crossing. O jogador leva um rei a ser seguido por classes de personagens diferentes: soldados, fazendeiros, arqueiros, lenhadores, caçadores, carpinteiro e uma florista.
O rei controlado pelo jogador pode enviar o seu povo para atacar os inimigos, recuar ou se defender.

### Exploração
Explorar o mundo é uma fase muito importante em Little King's Story, pois é necessário encontrar os tesouros que vai reabastecer e ampliar os cofres do reino.
Acesso a novas áreas é limitada pelas barreiras naturais ou por inimigos privados (do rei ou responsáveis). Em todos os casos, terá de utilizar as melhores capacidades:
- Os fazendeiros e soldados removem pequenas pedras e troncos de árvores que bloqueiam estradas.
- Madeireiros e garimpeiros, respectivamente removem grandes pedras e tocos gigantes.
- Carpinteiros constroem pontes e escadas para passar os rios e penhascos.

### Batalhas
As batalhas são em tempo real. O rei não tem uma força grande, mas pode enviar os seus servos para lutar ou bater em retirada.
Para atacar um monstro, você pode usar o modo de destino (Z), este modo permite que você alcance uma criatura, e ainda ver a sua barra de vida. Em seguida, ele só continua a enviar os seus servos para o ataque (A) ou, eventualmente, o som do Retiro (B). Todas as classes podem ser usadas em combate, mas alguns são mais especializados do que outros. Um soldado será mais eficaz e forte do que um agricultor. A gestão da guarda real e ofícios que a compõem, é fundamental para a preparação de uma luta.
Cada tópico tem um número de pontos, entre outros que dependem da sua profissão. Quando eles se encontram feridos durante um ataque sua aparência é modificada. A idade dos personagens é alterada de acordo com a condição de suas barras de vida, incluindo o rei, Com a barra completa o rei se encontra com aparência jovial, com apenas 2 pontos de vida o rei ganha uma barba representando sua fase adulta, e com apenas 1 ponto os cabelos do rei ficam brancos. Para recuperar os pontos de vida, deve-se tomar banho em uma fonte termal que é encontrada pelos agricultores.

### Gestão de edifícios
A gestão de edifícios é bastante básica. Estes são destravados progressivamente à medida que avança a história ou após a anexação de novos territórios. Em seguida, é necessário pagar pela construção do edifício. Cada prédio tem um lugar pré-determinado. Uma vez construído, você não pode removê-lo.
Existem dois tipos de edifícios:
Os que aumentam o número de indivíduos.
Os que conferem um trabalho para o seu personagem.
Os trabalhos disponíveis são:
- Criança
- Adulto desempregado
- Fazendeiro
- Carpinteiro
- Soldados
- Caçadores
- "Veteranos de guerra" (Hardened Soldiers)
- Lenhadores
- Mercadores
- Cozinheiro
- Mega-carpinteiro
- Giga-carpinteiro

E ofícios especiais:
- Médico
- Mágico
- Cavaleiro de aço (Steel Knight)
- Âncora de TV (broadcaster)
- Soldado do reino da montanha
- Soldado do reino do ovo.
- Construtor

### Mini-jogo
Quando o reino está suficientemente desenvolvido e que o castelo tenha atingido seu tamanho máximo, você pode jogar tênis de mesa nos corredores do castelo. O jogo é muito simples, basta retornar a bola 10 vezes para o adversário. Depois de passar por 4 níveis de dificuldades, você ganhará um item raro.

## Desenvolvimento
Little King's Story foi apresentado pela primeira vez em 2007, na Tokyo Game Show, sendo intitulado como "Project O". Este título é um trocadilho feito a partir do termo japonês que o Rei pronuncia "Ah", mas também pode ser interpretado como o número 0 indicando que o jogo era uma franquia nova.
O primeiro protótipo do jogo demorou um ano a ser desenvolvido por Yoshiro Kimura e sua equipe, que na época era composta por apenas 5 pessoas. A equipe se expandiu rapidamente durante a fase de produção para passar para 20 pessoas e depois para mais de 20 a 30 pessoas para os cinematics adicionais e 4 pessoas para a música. Kimura disse que foi inspirado no livro "O Pequeno Príncipe" mas outras referências literárias europeias estão no jogo, a história faz lembrar o conto de Hoffmann: Quebra-Nozes e o Rei dos camundongos, Howser o cavaleiro e seu fiel cavalo  Pancho lembra-nos de Dom Quixote.
Uma competição foi lançada no site oficial de Little King's Story durante o seu desenvolvimento. O objetivo era criar um monstro UMA (em inglês: UMA: Unidentified Mysterious Animal) para ser utilizada no jogo. A competição acabou, 6 deles viram a sua criatura implementada no jogo, enquanto outras 99 tiveram suas imagens mostradas como extra.